# Dicraeus pennisetivora
Dicraeus pennisetivora är en tvåvingeart som beskrevs av Deeming 1979. Dicraeus pennisetivora ingår i släktet Dicraeus och familjen fritflugor.
Artens utbredningsområde är Senegal. Inga underarter finns listade i Catalogue of Life.